# Роке-Перес (муниципалитет)
Муниципалитет Роке-Перес  (исп. Partido de Roque Pérez) — муниципалитет в Аргентине в составе провинции Буэнос-Айрес.
Территория — 1600 км². Население — 12513 человек. Плотность населения — 7,81 чел./км².
Административный центр — Роке-Перес.

## География
Департамент расположен в центральной части провинции Буэнос-Айрес.
Департамент граничит:
- на северо-западе — c муниципалитетом 25 Мая
- на северо-востоке — с муниципалитетом Лобос
- на востоке — с муниципалитетом Монте
- на юго-востоке — с муниципалитетом Хенераль-Бельграно
- на юге — с муниципалитетом Лас-Флорес
- на юго-западе — с муниципалитетом Саладильо

## Важнейшие населенные пункты[2]
| № | Населённый пункт | Населённый пункт (исп.) | Категория | Население чел. (2010) | На карте                        |
| - | ---------------- | ----------------------- | --------- | --------------------- | ------------------------------- |
| 1 | Роке-Перес       | Roque Pérez             | город     | 10358                 | 35°23′57″ ю. ш. 59°19′52″ з. д. |
| 2 | Карлос-Бегерие   | Carlos Beguerie         | поселок   | 399                   | 35°29′08″ ю. ш. 59°05′58″ з. д. |